# Representación de la Pasión de Cristo (Adeje)
La Representación de la Pasión de Cristo es uno de los actos más importantes de la Semana Santa de la Villa de Adeje en el sur de la isla de Tenerife (Islas Canarias, España). Se trata de la conmemoración y recreación histórica de la Pasión y Muerte de Cristo y es un acto de gran repercusión internacional en los medios de comunicación. Se celebra el Viernes Santo a las doce del mediodía. 

## Historia y características
La Representación de la Pasión de Cristo se viene celebrando en Adeje desde 1995, iniciándose de forma espontánea entre un grupo de vecinos y vecinas del municipio. Con el paso del tiempo fue creciendo y añadiéndose nuevos elementos y escenas que la han dotado del gran prestigio que tiene en la actualidad.
En esta representación más de trescientas personas del municipio, actores amateur, participan en las diferentes escenas de los últimos momentos de Jesús. El acto se articula en varios escenarios que se encuentran distribuidos en la calle Grande de Adeje, con epicentro en la plaza de la iglesia de Santa Úrsula, lugar donde se representa la crucifixión. 
El acto es particularmente destacado porque en él se respeta la vestimenta y costumbres de las gentes de la Palestina del siglo I, siendo una recreación que intenta asemejarse lo más próximo posible a la época que representa. Aparte de los actores principales, varios extras representan de fondo la vida diaria de Jerusalén en dicha época como si se tratase de una grabación cinematográfica. A esto se añade el hecho de que la mayoría de los que llevan a cabo esta Representación de la Pasión no son actores, sino vecinos del municipio.

### Pasajes bíblicos representados
Los pasajes evangélicos interpretados son:
- La entrada de Jesús en Jerusalén
- La Última cena
- La oración en el Monte de los Olivos
- La traición de Judas
- Las negaciones de Pedro
- El juicio en el Sanedrín
- El lavado de las manos de Pilatos
- Los latigazos y la corona de espinas
- El paso con la cruz a cuestas
- La Verónica
- El encuentro con la Virgen María
- La crucifixión
- El arrepentimiento del buen ladrón
- La muerte en la cruz
- El llanto de María con su hijo muerto en brazos
- El santo entierro

## Repercusión
La Representación de la Pasión de Cristo en Adeje es considerado un evento de gran importancia cultural y turística para este municipio del sur de Tenerife, así como uno de los actos más representativos de la Semana Santa en Canarias. El evento concentra en el casco de Adeje a miles de vecinos y turistas y es retransmitido en televisión y radio a través de diferentes canales y emisoras, como la Televisión Canaria, Televisión Española en Canarias, Radio Sur Adeje y para resto de España en televisión por la cadena 13 TV.